# 小行星2608
小行星2608（2608 Seneca）是一颗围绕太阳公转的小行星。1978年2月17日，漢斯-埃米爾·舒斯特在拉西拉天文台发现了此天体。
該小行星以古羅馬作家塞內卡命名。
这颗小行星的绝对星等为37.30101974545448等。